# Moby Fantasy (ferry de 2023)
Cet article concerne le ferry mis en service en 2023. Pour le ferry aligné en 1992, voir Moby Fantasy.
Le Moby Fantasy est un ferry de la compagnie italienne Moby Lines. Construit entre 2020 et 2023 par les chantiers chinois Guangzhou Shipyard International (GSI), il navigue sur les liaisons entre le continent italien et la Sardaigne depuis le mois de juin 2023.

## Historique

### Origines et construction
À la fin des années 2010, la direction de la compagnie Moby Lines, filiale du groupe Onorato, envisage le renouvellement de la flotte en service sur ses liaisons entre la continent italien et la Sardaigne, et plus particulièrement sur sa desserte phare entre Livourne et Olbia. Cette ligne est en effet assurée par les ferries rapides Moby Wonder et Moby Aki, navires relativement imposants et capacitaire mais dont les dimensions avaient été limitées en prévision d'une exploitation sur Bastia, dont le port ne permettait pas, à l'époque, la venue de navires dépassant une certaine longueur. En plus de disposer de navires plus grands, la mise en service de nouvelles unités permettrait à Moby de conforter sa domination du marché des lignes sardes, notamment face à son principal concurrent Grimaldi Lines qui a entrepris de développer son réseau et d'aligner une performante flotte de navires mixtes tout au long de la décennie. Ainsi, le 11 février 2018, Onorato signe conjointement avec l'armateur MSC une lettre d'intention adressée aux chantiers chinois Guangzhou Shipyard International (GSI) pour la construction de quatre navires jumeaux d'une capacité de 2 500 passagers et 3 765 mètres linéaires de fret. Il est alors prévu que deux navires soient livrés à Moby Lines tandis que les deux autres soient construits pour la compagnie Grandi Navi Veloci (GNV), filiale de MSC. La commande sera par la suite confirmée par Moby environ un an plus tard avec la signature le 27 juin 2019 du contrat de construction de deux navires jumeaux. MSC, pour sa part, renoncera finalement à ce programme en commun.
Les deux futures unités de Moby affichent alors des dimensions particulièrement hors normes avec une longueur de 237 mètres et une capacité de 2 500 passagers et 3 850 mètres linéaires, soit la possibilité d'embarquer 1 300 véhicules ou 300 unité de fret. Malgré ces caractéristiques démesurées, la conception des navires se veut classique avec des locaux fonctionnels, sans originalité particulière, occupant toutefois une importante surface et disposant d'un grand confort, ainsi que l'adoption d'une motorisation plus conventionnelle ayant cependant la particularité d'être compatible avec une propulsion au gaz naturel liquéfié (GNL).
La mise sur cale du premier navire a lieu le 2 juin 2020 aux chantiers GSI de Canton. C'est à cette occasion que son nom est révélé, la future unité de Moby sera baptisée Moby Fantasy, nom précédemment porté par un ancien navire ayant servi pour la compagnie entre 1992 et 2012. Tandis que la construction du navire se poursuit en Chine, la pandémie de Covid-19 vient mettre un coup de frein aux travaux. Le navire est malgré tout mis à l'eau le 6 novembre 2021, mais les retards pris dans sa construction et ceux annoncés dans les finitions compromettent déjà sa mise en service pour 2022. À cela s'ajoutent les difficultés financières de Moby Lines faisant peser les incertitudes sur sa capacité à acquérir le navire une fois la construction achevée. En définitive, le navire, de même que son jumeau, sera dans un premier temps acquis par la Banque industrielle et commerciale de Chine, qui en a financé en grande partie la construction, et frété à la compagnie. En même temps que les questions d'ordre financières se règlent, les travaux de finition progressent et le navire peut réaliser une première série d'essais en mer le 29 juillet 2022. À son retour au sein du chantier, la livrée de Moby Lines est peinte sur le navire. Contrairement aux précédents navires de la flotte, le Moby Fantasy ne voit pas sa coque décorée à l'effigie des Looney Tunes ou des personnages de DC Comics mais arbore sur ses flancs l'emblématique baleine Moby qui avait été abandonnée dans les années 2000 au profit des livrées fantaisistes. Bien que pratiquement achevé, le navire demeurera en Chine près d'une année avant d'être finalement livré à Moby Lines le 14 avril 2023.

### Service

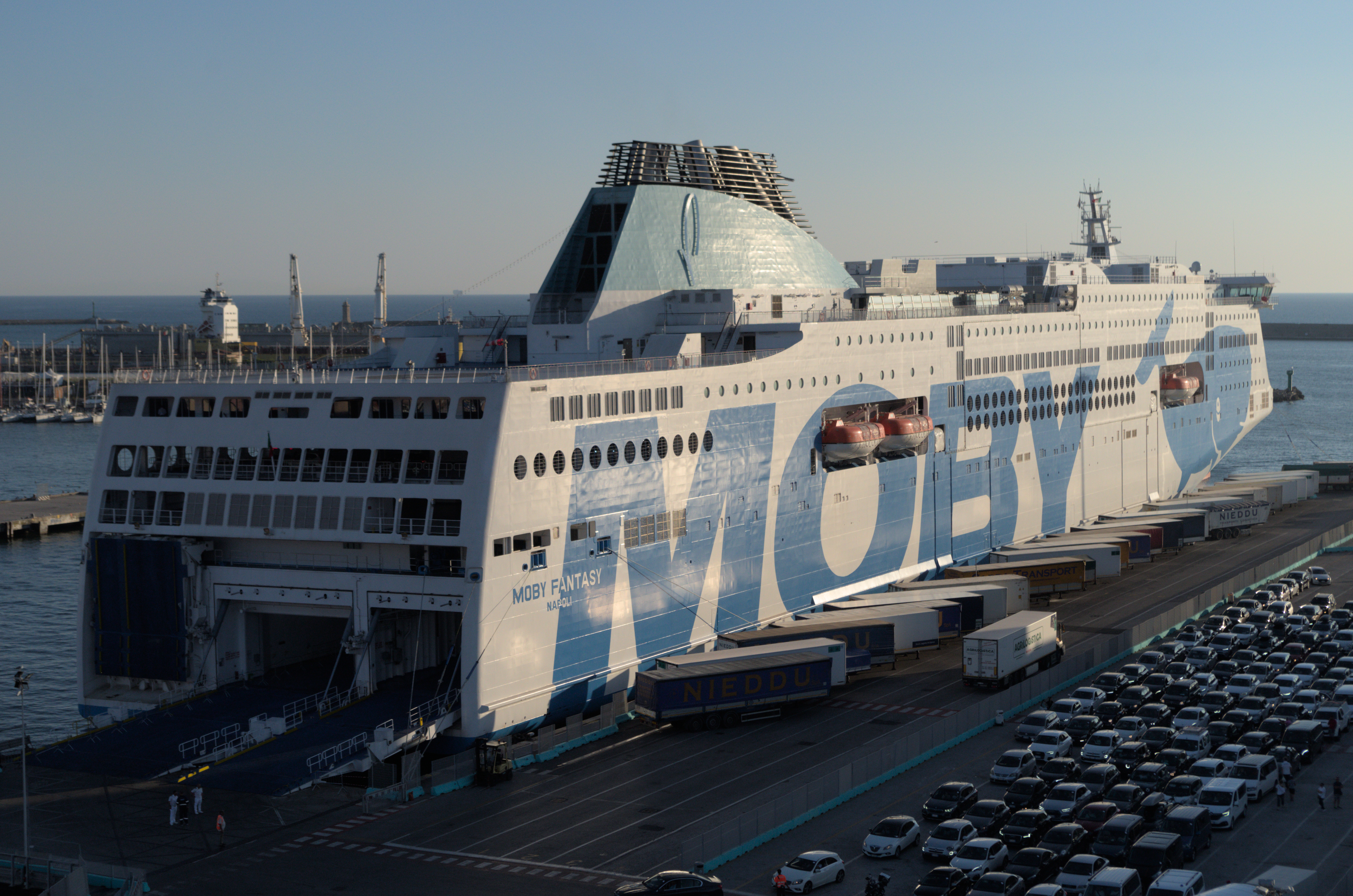
Le Moby Fantasy à Livourne en juin 2023.

Le 13 mai 2023, le Moby Fantasy quitte la Chine sous pavillon de complaisance maltais et commence son convoyage vers la Méditerranée. Après une escale au Sri Lanka pour avitailler, il gagne la mer Rouge et franchit le canal de Suez. Au terme de 22 jours de navigation pour une distance d'environ 8 000 miles, le nouveau navire amiral de Moby Lines arrive pour la première fois en Italie le 3 juin et vient s'amarrer à 10h20 au quai Sgarallino de Livourne,. Après avoir été enregistré sous pavillon italien et immatriculé à Naples, le Moby Fantasy quitte Livourne le 17 juin aux alentours de 1h du matin pour rejoindre Olbia. Le navire touche pour la première fois la Sardaigne plus tard dans la matinée à 10h en accostant au terminal de l'isola Bianca. Une cérémonie est alors donnée à bord au cours de laquelle le dernier né de Moby est présenté au public ainsi qu'aux instances sardes et aux acteurs du secteur maritime. Le 18 juin, peu après 11h, le navire appareille pour sa première traversée commerciale vers le continent.

## Aménagements

### Locaux communs
Le Moby Fantasy dispose d'un pont entier dédié aux parties communes. Parmi elles se trouvent un bar-salon de 723 places, un restaurant à la carte, un restaurant self-service pouvant accueillir 447 personnes, une promenade intérieure parcourant tout le long du navire et un bar extérieur.

### Cabines
Le Moby Fantasy est équipé de 441 cabines situées sur le pont 10. Ces cabines, internes et externes, sont le plus souvent équipée de deux à quatre couchettes ainsi que de sanitaires comprenant douche, WC et lavabo. Quelques-unes proposent quant à elles un grand lit à deux places. Le navire propose également 403 places en fauteuils Pullman.

## Caractéristiques
Le Moby Fantasy mesure 237 mètres de long pour 32 mètres de large et son tonnage est de 69 500 UMS. Le navire a une capacité 2 500 passagers et est pourvu d'un garage de 3 850 mètres linéaires pouvant accueillir 1 300 véhicules ou 300 remorques répartis sur quatre niveaux. Le garage est à accessible par trois portes rampes arrière donnant un accès simultané à tous les niveaux. La propulsion est assurée par quatre moteurs hybrides diesel et GNL Wärtsilä 9L46F développant une puissance de 43 200 kW entraînant deux hélices à pas variable faisant filer le bâtiment à une vitesse de 23,5 nœuds. Le Moby Fantasy possède six embarcations de sauvetage fermées de grande taille. Elles sont complétées par deux canots semi-rigides et plusieurs radeaux de sauvetage à coffre s'ouvrant automatiquement au contact de l'eau. Le navire est doté de trois propulseurs d'étrave facilitant les manœuvres d'accostage et d'appareillage.

## Lignes desservies
Depuis le 18 juin 2023, le Moby Fantasy effectue la liaison entre l'Italie continentale et la Sardaigne sur la ligne Livourne - Olbia en traversée de nuit et de jour.